# Werner Wölfle
Werner Wölfle (* 8. Juli 1953 in Konstanz) ist ein deutscher Politiker von Bündnis 90/Die Grünen. Er war von 2006 bis 2011 Abgeordneter im Landtag von Baden-Württemberg, von 2011 bis 2016 Bürgermeister für Allgemeine Verwaltung und Krankenhäuser und vom 1. August 2016 bis 14. August 2019 Bürgermeister für Soziales und gesellschaftliche Integration der Landeshauptstadt Stuttgart.

## Ausbildung und Beruf
Nach Grundschule, Gymnasium und Abitur in Konstanz studierte er an der Fachhochschule Reutlingen Sozialpädagogik. Von 1992 bis 2006 war er Bereichsleiter der Caritas Stuttgart im Bereich Jugend- und Familienhilfe. Er ist Gründer und Initiator des Haus 49 im Stuttgarter Norden und des Schlupfwinkel, einer Anlaufstelle für obdachlose Kinder und Jugendliche.

## Politische Tätigkeit
Von 1994 bis 2011 war er Mitglied des Gemeinderats der Stadt Stuttgart. 15 Jahre lang – von 1996 bis 2011 – war er zunächst mit Ursula Marx und dann mit Muhterem Aras Co-Vorsitzender der Grünen-Fraktion.
Mit ihm und Aras an der Spitze wurde die Grünen-Fraktion bei der Kommunalwahl 2009 zum ersten Mal in einer deutschen Großstadt stärkste Fraktion vor der CDU. Wölfle erhielt die meisten Stimmen aller Gemeinderatskandidaten.
Von 1999 bis 2004 war er Mitglied der Regionalversammlung der Region Stuttgart.
Bei der Landtagswahl 2006 erhielt Werner Wölfle ein Zweitmandat für den Wahlkreis Stuttgart II (Filderwahlkreis).
Im Juni 2010 strebte Wölfle das Amt des Bürgermeisters für Soziales, Jugend und Gesundheit der Landeshauptstadt Stuttgart. Doch unterlag er bei der Wahl im Gemeinderat gegen Isabel Fezer.
Bei der Landtagswahl am 27. März 2011 wurde er mit 34,2 Prozent der abgegebenen Stimmen als Direktkandidat für den Wahlkreis Stuttgart II in den Landtag gewählt. Er vertrat dort die Grünen im Innen- und Petitionsausschuss. In der Fraktion war er zuständig für Verkehr und Integration.
Vier Monate später – im Juli 2011 – kandidierte er erfolgreich für die Nachfolge von Klaus-Peter Murawski als Bürgermeister für Allgemeine Verwaltung und die Krankenhäuser. Am 15. August 2011 trat er das Amt an. Und am 30. November 2011 legt er sein Landtagsmandat nieder; ihm folgte Nikolaus Tschenk nach.
Nach dem Ausscheiden der Bürgermeisterin für Kultur, Bildung und Sport Susanne Eisenmann im Frühjahr 2016 beschloss Oberbürgermeister Fritz Kuhn (Bündnis 90/Die Grünen) die Geschäftsbereiche der Bürgermeister neu zu ordnen. Die Grünen setzten sich dafür ein, dass Wölfle das Bildungsressort erhält. Kuhn entschied ihm ein anderes Ressort zu übertragen: Er wurde am 1. August 2016 Bürgermeister für Soziales und gesellschaftliche Integration.
Im Januar 2019 beantragte Wölfle ein Disziplinarverfahren gegen sich selbst bei der Kommunalaufsicht, dem Regierungspräsidium Stuttgart. Bei diesem Verfahren soll geprüft werden, ob Wölfle als „Krankenhausbürgermeister seine Beteiligung am möglicherweise illegalen Auslandsgeschäft des Stuttgarter Klinikums verschleiert hat“ oder „gegenüber dem Gemeinderat gelogen hat.“ Er kündigte zeitgleich an, nach Ende seiner Amtsperiode im August 2019 keine weitere Tätigkeit für die Stadt Stuttgart ausüben zu wollen, also auch nicht mehr zur Wiederwahl anzutreten. Im Februar 2019 leitete die Staatsanwaltschaft ein Ermittlungsverfahren wegen des Verdachts der Untreue zum Nachteil der Stadt Stuttgart beim Kuwait-Geschäft gegen Wölfle ein. Im März 2023 erhob sie Anklage gegen ihn am Landgericht Stuttgart. Am 28. März 2019 erklärte Oberbürgermeister Fritz Kuhn, dass er seinem Bürgermeisterkollegen damals vertraut habe. Im Nachhinein sei er über die Entscheidungen Wölfles im Auslandsgeschäfte mit Libyen und Kuwait „unzufrieden“ gewesen. Am 15. August 2019 trat seine Nachfolgerin Alexandra Sußmann ihr Amt an.